# Janez Jakob Olben
Janez Jakob Olben, slovenski astronom, * 1643, Kranj, † 1725.
Olben je v Linzu izdal astronomske efemeride za leto 1704 in jim dodal osnovne podatke o dnevni svetlobi glede na zemljepisno lego in letni čas.